# 豆盧欽望
豆盧 欽望（とうろ きんぼう、624年 - 709年）は、唐代の官僚・政治家。字は思斉。本貫は雍州万年県。

## 経歴
高宗のときの左衛将軍の豆盧仁業の子として生まれた。武周のとき、越州都督・司賓寺卿に累進した。長寿2年（693年）、宗秦客に代わって内史となった。李昭徳が宰相となると、欽望は韋巨源・陸元方・蘇味道・杜景倹らとともに李昭徳に従った。証聖元年（695年）、李昭徳が罪に問われて、涪陵県尉に左遷されると、欽望らは司刑寺少卿の皇甫文備に弾劾されて、欽望は趙州刺史に左遷された。この年のうちに、欽望は入朝して司礼寺卿となり、秋官尚書に転じ、芮国公に封じられた。河北道宣労使として出向した。聖暦元年（698年）、廬陵王李哲（唐の中宗）が再び皇太子となると、欽望は皇太子宮尹となった。聖暦2年（699年）8月、文昌右相（尚書右僕射）・同鳳閣鸞台三品（宰相）に任じられた。聖暦3年（700年）2月、太子賓客となり、知政事（宰相）を退任した。
神龍元年（705年）、中宗が即位すると、欽望は尚書左僕射に任じられ、平章軍国重事（宰相）をつとめ、検校安国相王府長史を兼ねた。中書令を兼ね、知兵部事・監修国史となった。
欽望は武則天と中宗の両朝で、宰相の任にあること前後十数年に及んだが、張易之兄弟や武三思父子が専権を振るうのを抑制することができなかった。神龍2年（706年）、開府儀同三司の位を受けた。景龍3年（709年）5月、引退を願い出たが、許可されなかった。11月、死去した。享年は86。司空・并州大都督の位を追贈された。諡は元といった。乾陵に陪葬された。

## 伝記資料
- 『旧唐書』巻90 列伝第40
- 『新唐書』巻114 列伝第39
- 大唐故開府儀同三司尚書左僕射上柱国贈司空芮国元公豆盧府君之碑并序（豆盧欽望碑）